# Українська школа
«Українська Школа» (до 1910 — «Руська Школа») — українське педагогічне товариство на Буковині, створене під патронатом «Руської Бесіди».

## Австрійський період
Товариство «Руська Школа» було засновано (1887) у місті Чернівці (Герцогство Буковина) з ініціативи видатного педагога та громадсько-політичного діяча Омеляна Поповича. Він же й очолював організацію перші чотири роки.

Основними напрямками роботи товариства було: організація роботи приватних шкіл, курсів підвищення кваліфікації українських вчителів, фінансова підтримка окремих учнів. Велася видавнича діяльність — практично відразу почали випускати журнал «Руська Школа» (1888—1891).

Приділяли увагу потребам українського шкільництва у державних освітніх закладах, в тому числі «іншомовних».

З 1891 року товариство очолював не менш видатний педагог — Степан Смаль-Стоцький. Водночас, Омелян Попович, як інспектор українських народних шкіл крайового уряду, всіляко сприяв роботі товариства.

1910-го року організацію було перейменовано у товариство «Українська школа».

Товариство утримувало «Учительську семінарію для дівчат у Чернівцях» та «Українську реальну гімназію у Вашківцях», організувала «Народний Університет у Чернівцях» з популярними викладами і 14 дочірніх товариств «Шкільна поміч» у сельській місцевості краю.

Станом на 1914 рік «Українська Школа» мала 12 філій: Чернівці (2 — місто і повіт), Серет, Заставна, Вижниця, Вашківці, Кіцмань, Сторожинець, Сучава, Сторонець Путилів, Станівці, Кимполунг. Налічувалось близько 976 активних членів (з них 644 у філіях).

Видавнича діяльність: «Крейцарова бібліотека» (1902—1906), «Діточа бібліотека» (1909—1914). До цього періоду було видано близько 30 шкільних підручників.

Безперечним досягненням товариства було те, що на думку дослідників українське шкільництво у краї було на найбільш високому рівні з-поміж інших українських земель. У 1910—1911 шкільному році на території Герцогства Буковина працювало 216 народних шкіл з українською мовою навчання, в яких училося 39796 учнів і викладало 800 учителів-українців. Крім того, було ще 77 шкіл румунських, 82 німецьких та 32 інших шкіл, в яких деякі предмети викладалися українською мовою. У 1911 р. з понад 122 тис. дітей шкільного віку тільки 4000 було неписьменних (3,03 %). Крім того було ще й середнє шкільництво, гімназія в Чернівцях (німецько-українська), чисто українська гімназія у Вижниці, згадана вже приватна гімназія у Вашківцях, гімназія в Кіцмані (німецько-українська).

З початком Першої світової війни робота товариства якщо не зупинилася, то завмерла.

## Період румунської окупації
З 1914 року товариство очолював Антін Кирилів.

У період румунської окупації було ліквідовано всі філії «Української Школи», суттєво обмежено діяльність центрального офісу, закрито практично всі навчальні заклади з українською мовою викладання.

У 1930-х p.p. робота товариства обмежувалась організацією вакаційних курсів українознавства для молоді (за весь час близько 5 000 учасників).

Видавнича діяльність велася дуже кволо. З 1925 року (зі змінною періодичністю — двомісячник, квартальник, піврічник; і з перервою в 1935—1937 р.р.) виходило видання «Українська Школа» — педагогічно-науковий журнал, друкований орган «Товариства Учительська Громада», фактично продовження Львівського журналу «Наша Школа» (1925—1939). Редакторами були серед інших: Г.Микетей, Ю.Рудницький, О.Маркуша, Я.Біленький. Журнал обслуговував учителів середніх шкіл; при журналі виходила Бібліотека «Українська Школа».

Протягом 1933—1939 р.р. видавався журнал «Українська Ластівка».

За майже 22 роки румунської окупації було випущено тільки 3 підручники.

## Галерея
Керівники товариства «Українська (Руська) Школа»

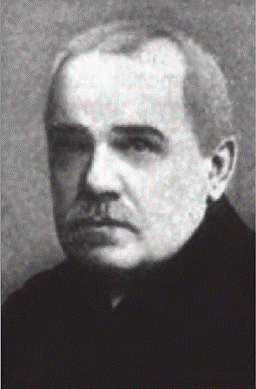
Омелян Попович
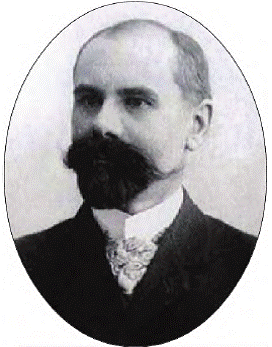
Степан Смаль-Стоцький
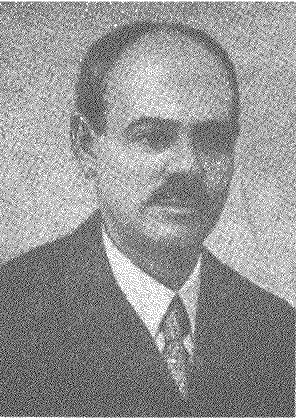
Антін Кирилів